# Alondra Park, Kalifornija
Alondra Park je naseljeno područje za statističke svrhe u američkoj saveznoj državi Kalifornija. Prema popisu stanovništva iz 2010. u njemu je živjelo 8,592 stanovnika.